# Cryphia mimouna
Cryphia mimouna là một loài bướm đêm trong họ Noctuidae.